# Pápadereske
Pápadereske je malá vesnička v Maďarsku v župě Veszprém, spadající pod okres Pápa. Nachází se asi 5 km jihozápadně od Pápy, 21 km severovýchodně od Celldömölku, 24 km severozápadně od Devecseru a 37 km východně od Sárváru. V roce 2015 zde žilo 272 obyvatel, všichni maďarské národnosti.
Pápadereske leží na malé silnici 84111, která navazuje na silnice 834 a 8403. Je přímo silničně spojena s obcemi Békás, Borsosgyőr (součást Pápy), Dáka, Nyárád, Mezőlak a Mihályháza.
Nachází se zde dva kostely, z nichž je jeden katolický (Rózsafüzér királynéja-templom) a jeden reformovaný. Je zde též malý hřbitov a hospoda.